# Isole del Pacifico varie degli Stati Uniti d'America
Le Isole del Pacifico varie degli Stati Uniti d'America (in inglese: United States Miscellaneous Pacific Islands) sono una definizione statistica obsoleta dell'ISO 3166-1 utilizzata per indicare collettivamente cinque isole, ossia 
l'Isola Baker, l'Isola Howland, l'Isola Jarvis, il Kingman Reef e l'atollo Palmyra, tutte situate nell'Oceano Pacifico e controllate dagli Stati Uniti d'America grazie al Guano Islands Act.

## Storia
Dal 1974, anno di introduzione della ISO 3166, al 1986, anno in cui le isole furono unite all'atollo Johnston, alle isole Midway e ad altre ancora a formare le Isole minori esterne degli Stati Uniti d'America, alle Isole del Pacifico varie degli Stati Uniti d'America erano stati assegnati i codici paese ISO di PU (alfa-2), PUS (alfa-3) e 849 (numerico). Oggi esse sono presenti solo nella ISO 3166-3, ossia la terza parte dello standard ISO 3166, dove sono definiti i codici per i nomi dei Paesi che sono stati cancellati nel corso del tempo dalla prima parte dello standard, ossia la ISO 3166-1, dove è stato loro assegnato il codice PUUM.
Per quanto invece riguarda il loro codice FIPS, fino al 1983 le cinque isole hanno condiviso il codice IQ, mentre a partire da quell'anno è stato poi assegnato un codice FIPS diverso a ciascuna isola.